# 大野智敬
大野智敬（日语：／ Ōno Tomohiro，11月7日—）是日本男性聲優。Mausu Promotion所屬。兵庫縣出身。

## 演出作品
※粗體字為主要角色

### 電視動畫
2020年
- 排球少年！！TO THE TOP（月岡千春）
- 智龍迷城（青年3）
- 卡片戰鬥先導者外傳-if-（成員D）
- BORUTO-火影新世代-NARUTO NEXT GENERATIONS-（優加）
- 無能力者娜娜（石井龍二[3]）

2021年
- 只有我能進入的隱藏迷宮（學生A、觀眾E）
- EDENS ZERO（騎士機器人、尼帕的部下、冒險者、西維爾的部下等）
- 86—不存在的戰區—（新人〈男〉）
- 哆啦A夢（足球選手）
- 世界盡頭的聖騎士（青年、助祭）
- 宿命迴響（士兵）
- 緋紅結繫（新人士兵）

2022年
- 終末的後宮（前友人）
- 平凡職業造就世界最強 2nd season（海人族士兵A）
- 佐佐木與宮野（江崎優太郎）
- 朋友遊戲（四部誠[4]）
- 世界盡頭的聖騎士（冒險者）
- 式守同學不只可愛而已（男學生、小丑、男性）
- Healer Girl 歌癒少女（學生們）
- BLACK★ROCK SHOOTER（和平構築軍士兵）
- 足球風雲 Goal to the Future（同伴）
- SHINE POST（男高中生、客、粉絲、工作人員）
- 青之蘆葦（菅原顯人）
- 小邪神飛踢（路人I）
- Muv-Luv Alternative（同班同學）
- 不道德公會（拉尼·維德曼、約烏·史密斯、服裝店、米克利普）
- 轉生就是劍（商人②、冒險者②、高哥布林②、利格）
- 戀愛Flops（男學生）
- 福星小子（男學生、部員、鬼）
- 4個人各自有著自己的秘密（男學生①）
- 致不滅的你 Season 2（男）

2023年
- 福星小子（男子）
- 致不滅的你 Season 2（本）
- 被解僱的暗黑士兵（30多歲）開始了慢生活的第二人生（坂井）
- 間諜教室
- 六道的惡女們（前輩、班級男2、3、不良學生3、不良學生、不良1）
- 和山田談場Lv999的戀愛（吉姆）
- 熊熊勇闖異世界（傑德）
- 屍體如山的死亡遊戲（男）
- 【我推的孩子】（熊野信行）
- EDENS ZERO 第2期（手下、騎士機器人、阿蘭、部下）
- 英雄教室（加西姆[5]）
- 神劍闖江湖－明治劍客浪漫譚－（劍客警官、修）
- 卡片戰鬥！！先導者 will+Dress（觀眾）
- 間諜教室 2nd season
- 聖女魔力無所不能（研究員、船員、騎士、魔導士）
- 靠著魔法藥水在異世界活下去！（長瀨浩一、霍曼、塞德里克、近衛兵、綁架犯等）

2024年
- 月光下的異世界之旅 第二幕（艾德）
- 輪迴七次的惡役千金，在前敵國享受隨心所欲的新婚生活（丹尼斯）
- 月刊妄想科學（夏）
- 福星小子 第2期（兔子、墨鏡）
- 秒殺外掛太強了，異世界的傢伙們根本就不是對手。（宮永良介）
- 怪獸8號（吉村[6]）
- 鬼滅之刃 柱訓練篇
- 不時輕聲地以俄語遮羞的鄰座艾莉同學（安藤）
- 前輩是偽娘（路人男子B、搭訕男）
- 這個世界漏洞百出（村人、塚原）
- 小市民系列（下村）
- 杖與劍的魔劍譚（利利爾·馬爾斯[7]）
- FAIRY TAIL魔導少年 百年任務（新人男、客人）
- 魔導具師妲莉亞永不妥協（托比亞斯·奧蘭多[8]）
- 異世界悠閒紀行～邊養娃邊當冒險者～（伯特）
- 魔王軍最強的魔術師是人類（裁判）
- 【我推的孩子】 第2期（熊野信行）
- 2.5次元的誘惑（男學生A）
- 精靈幻想記2（千堂貴久）
- 多數欠（王野佳月）
- 妖怪學校的菜鳥老師！（小田原）
- 星辰墜落之國的妮娜（部下4、家臣1、家臣、黑宮隨從1、使者2、親信、王的親信1）
- 神劍闖江湖－明治劍客浪漫譚－ 京都動亂（志志雄的部下）
- 凍牌～地下麻將鬥牌錄～（幫派成員、安、上野、組員）
- 青之壬生浪（野口健司[9]）
- 唯願來世不相識（映像の男）

2025年
- FAIRY TAIL魔導少年 百年任務（禰宜）
- 凍牌～地下麻將鬥牌錄～（POLO衫、職員、雀莊的年輕人、男、黑領帶）
- S級怪獸《貝希摩斯》被誤認成小貓，成為精靈女孩的騎士（寵物）一起生活（魔族、雷歐）
- 紅戰士在異世界成了冒險者（羅吉[10]、篡奪銀狼）
- 魔域英雄傳說（艾克菲斯[11]）
- 我獨自升級 Season 2 -Arise from the Shadow-（千代田謙）
- 灰色：幻影扳機（士兵A）
- 妖怪學校的菜鳥老師！（見越入道·夫）
- 中年男的異世界網購生活（騎士C）
- 青之壬生浪（鎮民）
- 受到猩猩之神庇佑的大小姐受到王立騎士團寵愛（考生、騎士團員、職員、洛伊德、隨從騎士）
- MIRU 我的未來（馬利歐·巴斯可·德布里托[12]））
- 浣熊 卡爾卡爾團（班級裡的各位、帕特拉修風格的狗）
- 來到棒球場捕捉我吧！（廣播）
- 魔神創造傳（男A、男B）
- 新吊帶襪天使（警官、市民）
- 公爵千金的家庭教師（吉爾[13]）
- 青之壬生浪 芹澤暗殺篇（野口健司[14]）

2026年
- 雞鬥士（雞助[15]）

### 劇場版動畫
2022年
- 機動戰士鋼彈 庫克羅斯·德安之島（WB船員）

2023年
- 電影 佐佐木與宮野ー畢業篇ー（江崎優太郎）

2024年
- 機動戰士鋼彈SEED FREEDOM（優·霧島）
- 數分間的激勵（輕音部員）

### 網路動畫
2022年
- 浪漫殺手（男學生）

2023年
- HUNDRED NOTE高中生偵探天命大地（神柴健三[16]）

2024年
- 香開劇場（路人）

### 遊戲
2018年
- 三極正義（[17]）

2019年
- JUDGEMENT 7 俺達の世界わ終っている。（高橋）
- 放置奇兵
- Devilbook：命運之書（カイ）
- COLOR PIECEOUT（グリーパー）
- 幻奏咖啡廳-Enchante-

2020年
- 足球小將翼 Zero～上吧！奇蹟射門～（[18]）
- Final Fantasy VII 重製版

2021年
- 君於雪中希冀
- 食之契約（毛血旺）
- 寶可夢明耀之星
- 怪物彈珠（刻悟）
- REALIVE！～帝都神樂舞隊～（白神透）

2022年
- 機動戰士鋼彈 激戰任務2
- 戰魂王：連結鬥士（[19][20]）
- 十三月的雙人公主（[21]）

2023年
- 聖火降魔錄 Engage（[22]）
- 霍格華茲的傳承（エリック・ノースコット、雷文克勞的學生）
- even if TEMPEST 連なるときの暁（ハリスン・ヴォーン[23]）
- 機動戰士鋼彈 激戰任務2 Over Boost
- 機動戰士鋼彈 兵工廠基地

2024年
- 聖劍傳說 瑪娜幻象
- 世界計畫 繽紛舞台！ feat.初音未來
- 暗喻幻想：ReFantazio
- Card-en-Ciel 天穹卡牌錄（[24]）
- Battle Spirits Crossover（[25]）
- 蒸氣監獄 -Beyond the Steam-（[26]）

2025年
- 機動戰士鋼彈 激戰任務2 Infinite Boost
- 妖物之契（颯[27]）
- 暗徒誓約（小瀧奏汰[28]）

時期未定
- 幻想水滸傳 STAR LEAP（主人公[29]）

### 有聲漫畫
- 光逝去的夏天（辻中佳纪[30]）

## 外部連結
- 大野 智敬｜所属タレント｜マウスプロモーション
- 大野 智敬的X（前Twitter）